# Yale Program on Climate Change Communication
Le Yale Program on Climate Change Communication (YPCCC) est un centre de recherche au sein de la Yale School of the Environment (en) qui mène des recherches scientifiques sur les connaissances, les attitudes, les préférences politiques et les comportements du public en matière de changement climatique aux échelles mondiale, nationale et locale. Il est né d'une conférence tenue à Aspen, dans le Colorado, en 2005.

## Général
Le programme de recherche est dirigé par Anthony Leiserowitz. À partir de 2017, il diffuse un programme audio quotidien de 90 secondes sur environ 350 stations de radio, des articles dans les médias, une série de vidéos mensuelles et une formation pour aider les présentateurs météo et les journalistes à appréhender les enjeux du dérèglement climatique.
L'organisation mène des sondages d'opinion permanents auprès du public américain sur le climat. Son action est décrite comme étant similaire au travail du Pew Research Center. Elle travaille avec le George Mason Center for Climate Change Communication pour assembler un ensemble de données librement disponible, ces données étant utilisées pour créer des cartes interactives d'opinions partisanes aux États-Unis sur les sujets relatifs au climat,,. Ces cartes (également connues sous le nom de cartes d'opinion sur le climat de Yale) fournissent des informations détaillées sur « les croyances en matière de changement climatique, la perception des risques et le soutien politique aux politiques liées au climat aux niveaux national et local ».
Le site Web du YPCCC offre également des conseils sur la façon dont les militants et les gens ordinaires peuvent communiquer plus efficacement sur le changement climatique.
En juillet 2019, l'organisation suggère que discuter plus fréquemment du changement climatique avec sa famille et ses amis pourrait être le moyen le plus efficace d'influencer l'opinion publique américaine sur le climat,.

## Prix
En 2017, le programme reçoit le prix Friend of the Planet du National Center for Science Education. En 2018, les chercheurs de Leiserowitz et du YPCCC reçoivent le Warren J. Mitofsky Innovators Award, décerné par l'American Association for Public Opinion Research.